# Kapuz
Kapuz ist ein Dorf im Landkreis Beyağaç der türkischen Provinz Denizli. Kapuz liegt etwa 95 km südwestlich der Provinzhauptstadt Denizli und 11 km nördlich von Beyağaç. Kapuz hatte laut der letzten Volkszählung 681 Einwohner (Stand Ende Dezember 2010).